# Седлецька Наталія Юріївна
Ната́лія Юріївна Седле́цька (нар. 20 червня 1987) — українська журналістка, відома розслідуваннями корупційних схем українських політиків та чиновників, авторка проєкту української служби «Радіо Свобода» «Схеми».

## Життєпис
Наталія Седлецька виросла у Києві. Отримала ступінь магістра за спеціальністю «телевізійна журналістика» у Інституті журналістики КНУ імені Тараса Шевченка.
У 2009 році почала працювати на телеканалі ТВі журналісткою-розслідувачкою програми «Знак оклику». З 2012 по 2013 рік була авторкою та ведучою резонансної програми розслідувань у сфері держзакупівель «Тендер News».
З 2012 року була членом журналістської мережі «Східноєвропейський та центральноазійський центр журналістських розслідувань» (англ. Orginized Crime and Corruption Reporting Project, OCCRP). Член київського осередку Global Shapers Community (ВЕФ).
У 2012 році була представницею України в команді Молодих журналістів (Young Journalists) на Міжнародній антикорупційній конференції (англ. International Anti-Corruption Conference, IACC) у Бразилії.
У 2013 році із скандальною зміною керівництва та власника каналу разом з більшістю колективу звільнилася з ТВі та подалася на стипендію імені Вацлава Гавела. В результаті здобула перемогу у конкурсі і отримала стипендію на 2013—2014 академічний рік, що дає можливість журналістам попрацювати під керівництвом фахівців Радіо Вільна Європа і Радіо Свобода у штаб-квартирі у Празі.
Після втечі з України президента Віктора Януковича взяла активну участь у проекті YanukovychLeaks.
По закінченню стипендії імені Вацлава Гавела, наприкінці весни 2014 року, Наталія Седлецька отримала пропозицію від української служби «Радіо Свобода» підготувати проект нової телевізійної програми. Таким чином було розроблено концепцію програми «Схеми» про політичну корупцію і зловживання владою. Концепція була схвалена у Празі, де знаходиться штаб-квартира «Радіо Свобода»/«Радіо Вільна Європа». Програма «Схеми» вперше вийшла в ефір 17 липня 2014 року на «Першому національному телеканалі» (у співпраці із «Радіо Свобода»).
У 2015 році Седлецька як журналістка під прикриттям брала участь у створенні документального фільму-розслідування «From Russia With Cash» британського телеканалу Channel 4. Фільм був присвячений осіданню у Великій Британії незаконно зароблених коштів через купівлю елітної нерухомості на ім'я анонімних офшорних компаній. Стрічка викликала значний резонанс у британській політиці.
4 вересня 2018 року стало відомо, що Печерський районний суд Києва надав слідчому Генпрокуратури доступ до телефонних розмов, SMS-повідомлень та інформації про місцеперебування Наталії Седлецької за попередні 17 місяців. Редакція Радіо «Свобода» висловила обурення через це рішення суду. Доповідач ПАРЄ з питань свободи ЗМІ і безпеки журналістів Джордж Фолкс закликали владу України гарантувати для журналістки Седлецької конфіденційність джерел
Окрім телевізійних розслідувань, Наталія Седлецька — автор численних публікацій в українських і закордонних виданнях.

### Справа щодо захисту джерел у ЄСПЛ
27 серпня 2018 року Печерський суд Києва дав дозвіл слідчим ГПУ отримати від провайдера інформацію з мобільного телефону Седлецької (геолокація, смс та дзвінки) у справі про можливе розголошення директором НАБУ Артемом Ситником даних досудового розслідування. В ухвалі йшлося про дані з липня 2016 по листопад 2017 року.
18 вересня 2018 Апеляційний суд Києва частково задовольнив скаргу адвокатів Седлецької, скасувавши попередню ухвалу та обмеживши дані, що їх міг отримати слідчий з мобільного. Було дозволено отримати: історію геолокації у рамках певних базових станцій поблизу НАБУ.
Седлецька направила звернення до ЄСПЛ, попросивши зупинити збір ГПУ цієї інформації, в листопаді Європейський суд з прав людини почав розгляд справи. 19 вересня 2018, за даними Седлецької, суд зобов'язав українську владу утриматися від доступу до будь-яких даних з телефону журналістки. У жовтні 2018 року ЄСПЛ безстроково заборонив слідчим отримувати дані з мобільних телефонів Седлецької.
1 квітня 2021 року Європейський суд з прав людини задовольнив скаргу Седлецької. Суд визнав, що дії влади несли загрозу розкриттю джерел Седлецької, яка проводить антикорупційні розслідування, а отже, уряд порушив цим статтю 10 Конвенції про захист прав людини (свобода вираження поглядів). Рішення на користь журналістки судді ЄСПЛ ухвалили одностайно.

## Відзнаки
- 2012 — Перше місце у відкритому конкурсі журналістських розслідувань про зловживання у сфері закупівель за кошти місцевих бюджетів організованого Центром політичних студій та аналітики; перемогу здобула за сюжет про афери в Міністерстві освіти і науки.[18][19]
- 2012 — Друге місце у конкурсі журналістських розслідувань «Української правди» та Посольства США в Україні за сюжет про афери в Міністерстві освіти і науки.[20]
- 2013 — Лауреат третьої щорічної української медійної премії «За професійну етику» від ГО «Телекритика».[21]
- 2016 — Лауреат премії «За поступ у журналістиці» імені Олександра Кривенка.[6]
- 2017 — лауреат премії «Світло справедливості»[22].